# Autostrada A102 (Niemcy)
Autostrada A102 (niem. Bundesautobahn 102 (BAB 102), także niem. Autobahn 102 (A102)) – dawna autostrada federalna w Niemczech prowadząca w całości w Berlinie. Stanowiła połączenie dawnego węzła autostradowego Autobahnkreuz Tempelhof (A102/A100) z ulicą Gradestraße na węźle o tej samej nazwie. Zbudowano krótki odcinek o długości jednego km. Przed Zjednoczeniem Niemiec w 1990 r. autostrada nosiła oznaczenie A12.
Trasa według pierwotnych planów miała być znacznie dłuższa, a jej przebieg łączyć dzielnicę Prenzlauer Berg (okręg Pankow) i port lotniczy Tempelhof z miejscowością Rangsdorf oraz zewnętrznym pierścieniem autostradowym Berlina.
Obecnie A102 wchodzi w skład węzła Gradestraße, pełniąc rolę odgałęzienia A100 (niem. A100ast).